# زنده از کانال کیلیر جداشده ۲۰۰۸
زنده از کانال کیلیر جداشده ۲۰۰۸ (به انگلیسی: Live from Clear Channel Stripped 2008) آلبومی از هنرمند اهل ایالات متحده آمریکا، تیلور سوئیفت است که ۲۳ آوریل ۲۰۲۰ منتشر شد اما توسط سوئیفت تأیید نشده‌است. ضبط این آلبوم در اوایل کار سوئیفت انجام شده بود اما پس از آنکه حقوق موسیقی او در قراردادی بین بیگ مشین رکوردز و اسکوتر براون به براون واگذار شد منتشر شد. هم‌چنین سوئیفت این آلبوم را در رسانه‌های اجتماعی خود محکوم کرد.

## فهرست ترانه
1. «داستان عشق» (سوئیفت) – ۳:۴۱
2. "بی‌باک" (هیلری لینزی، لیز رز، سوئیفت) – ۳:۱۸
3. "چشمان زیبا" (سوئیفت) – ۲:۵۶
4. "غیر قابل لمس" (سوئیفت، Cary Barlowe, Nathan Barlowe, و تامی لی جیمز) – ۳:۴۲
5. "اشک‌ها بر روی گیتارم" (سوئیفت و رز) – ۳:۱۶
6. "تصویر سوزاندنی" (سوئیفت و رز) – ۲:۵۳
7. "باید نه می‌گفتی" (سوئیفت) – ۳:۴۸
8. "تغییر" (سوئیفت) – ۴:۱۸